# Râul Cahul
Râul Cahul (în ucraineană și rusă Кагул) este un curs de apă care străbate sudul Republicii Moldova. El izvorăște în apropiere de satul Lebedenco din raionul Cahul, apoi trece pe teritoriul UTA Găgăuzia și se varsă în lacul Cahul în apropiere de satul Etulia Nouă. 
Are o lungime de 39 km și o suprafață a bazinului de 605 km². Debitul mediu este de 0,3 m³/s, iar scurgerea medie anuală este de 9,2 milioane m³. În cursul superior profilul transversal este simetric, în aval de Pelinei se observă o asimetrie de dreapta, cu pantele versanților abrupte.  

## Nume
Atât râul, cât și lacul, sunt atestate în mai multe documente din sec. XVI–XVII cu formele de scriere Cahov, Cavul, Cahul. Hidronimul este explicat printr-un radical turcic (cf. cuman. qavyl „râpă”, „vale”, tăt. kavul „vale”, „pârâu”).

## Istorie
Râul Cahul este cunoscut în istorie prin victoriile repurtate pe malurile sale la 7 și 21 iulie 1770 de armata rusă condusă de feldmareșalul Piotr Rumianțev-Zadunaiski asupra oștilor otomane. Luptele au avut loc în apropiere de satul (pe atunci) Vulcănești în timpul războiului ruso-turc din 1768-1774 și s-au încheiat cu înfrângerea armatei turcești. 